# کیکو آواجی
کیکو آواجی (انگلیسی: Keiko Awaji؛ ۱۷ ژوئیهٔ ۱۹۳۳ – ۱۱ ژانویهٔ ۲۰۱۴) هنرپیشه اهل کشور ژاپن بود. شوهر نخست وی خواننده و بازیگری از اهالی فیلیپین بود. وی بین سال‌های ۱۹۴۹ تا ۲۰۱۴ میلادی فعالیت می‌کرد.
از فیلم‌هایی که وی در آن نقش داشته است، می‌توان به سگ ولگرد اشاره کرد.